# Radio Egrensis
Rádio Egrensis war ein privater Radiosender aus Cheb in Tschechien. Der Sendebetrieb nach dem Konzept Musik-Radio mit regionalen Nachrichten begann am 1. Dezember 1991 mit einem Sender in Cheb.

## Verbreitung
Das Sendegebiet von Rádio Egrensis umfasste in Tschechien etwa die Bereiche westlich des 13. Längengrads und nördlich des Breitengrads 49,7°. Im Westen reichte das Sendegebiet bis nach Marktredwitz und Weiden in der Oberpfalz in Deutschland. Die Verbreitung auf UKW erfolgte durch fünf Sender. Darüber hinaus war das Programm auch per Live-Stream über das Internet zu empfangen.

## Ehemalige Sendeanlagen
- Sender Mariánské Lázně: 92,5 MHz / 5 kW / vertikale Polarisation / Senderstandort: Dyleň (940 m n.m.) Betriebsbeginn: 8. März 1994
- Sender Cheb: 93,2 MHz / 1 kW / vertikale Polarisation / Senderstandort: Špitálský Vrch (511 m n.m.)(⊙) Betriebsbeginn: 1. Dezember 1991
- Sender Karlovy Vary: 88,3 MHz / 200 W / vertikale Polarisation / Senderstandort: Stadtteil Bohatice (425 m n.m.) Betriebsbeginn: 11. Oktober 1998
- Sender Tachov: 100,0 MHz / 200 W / vertikale Polarisation / Senderstandort: Větrný Vrch (554 m n.m.) Betriebsbeginn: 1. Mai 2001
- Sender Aš:  107,9 MHz / 38 W / vertikale Polarisation / Senderstandort: Ludwig (660 m n.m.) Betriebsbeginn: 8. Februar 2005
- Sender Sokolov: 100,1 MHz / 100 W / vertikale Polarisation / Senderstandort: Michal - Mánesova Straße 1782 Betriebsbeginn: 9. Februar 2016

Der Sendebetrieb von Radio Egrensis wurde am 1. April 2018 eingestellt, die Frequenzen wurden von Radio Blanik übernommen.